# Orlik Opole
Orlik Opole – klub hokeja na lodzie z siedzibą w Opolu.

## Historia
Klub jest kontynuatorem tradycji Odry Opole, powstałej w 1946 roku i istniejącej do końca lat 80., która przez wiele lat występowała w II lidze (także pod nazwą Budowlani Opole).
Orlik Opole został założony dnia 20 stycznia 1998 roku pod nazwą „MUKS Opole”. W kolejnych latach do nazwy klubu dodano człon „Orlik”. W rozgrywkach ligowych klub zadebiutował w sezonie 2001/2002 w I lidze pod wodzą trenerów - Henryka Wojtynka i Krzysztofa Pawłowskiego, a potem pod samodzielną wodzą Henryka Wojtynka zakończył rozgrywki ligowe na 3. miejscu. Jednak w sezonie 2002/2003 klub pod wodzą trenerów: najpierw Andrzeja Knapika, potem Krzysztofa Pawłowskiego wygrał rozgrywki i po raz pierwszy w historii awansował do ekstraklasy, w której w sezonie 2003/2004 pod wodzą trenera Miroslava Doležalíka klub zakończył rozgrywki na 5. miejscu, jednak z powodu problemów finansowych klub przed startem sezonu 2004/2005 został wycofany z rozgrywek.
W 2006 roku reaktywacji klubu podjęli się nowy prezes Piotr Cymbała oraz trener Jerzy Pawłowski. Młoda drużyna wzmocniona kilkoma doświadczonymi zawodnikami w sezonie 2006/2007 wystartowała w rozgrywkach I ligi. W 2008 roku prezesem klubu został Maciej Mostowski, później prezesem został Dariusz Sułek. W sezonie 2013/2014 klub pod wodzą trenera Jacka Szopińskiego był bliski awansu do Polskiej Hokej Ligi, jednak opolski klub przegrał w finale rywalizację z Naprzodem Janów 3:2, ale w sierpniu 2014 roku klub otrzymał licencję na grę w Polskiej Hokej Lidze i po 10 latach wrócił do najwyższej klasy rozgrywkowej. W dniu 11 czerwca 2015 roku władze klubu ogłosiły przekształcenie seniorskiego zespołu w spółkę akcyjną pod nazwą Orlik Opole S. A. Dnia 8 grudnia 2015 roku sponsorem strategicznym klubu została Polska Grupa Energetyczna. Latem 2016 roku władze Orlika Opole dokonały zmiany logo klubu oraz przyjęły dla zespołu nazwę marketingową PGE Orlik Opole. 5 lutego 2019 poinformowano o zakończeniu umowy sponsoringowej tego klubu z PGE Polską Grupą Energetyczną, a tym samym stwierdzono powrót do nazwy drużyn Orlik Opole. Natomiast w dniu 6 marca 2019 poinformowano, że drużyna Orlika nie dokończy trwającej wówczas rywalizacji barażowej w sezonie PHL 2018/2019 i tym samym został wycofany z rozgrywek.

## Sukcesy

### Krajowe
- Mistrzostwa Polski:
  - 5 miejsce: 2004, 2017
- I liga:
  - 1 miejsce: 2003
  - 2 miejsce: 2014

### Indywidualne
Tytuł Króla strzelców:
- 2016: Michael Cichy (43 gole)[12]
- 2017: Michael Cichy (32 gole)

Zwycięzca Klasyfikacji kanadyjskiej:
- 2016: Michael Cichy (113 punktów)[13]
- 2017: Michael Cichy (62 punkty)

## Poszczególne sezony
| Sezon                     | Rozgrywki                 | Runda                     | Statystyki                | Statystyki             | Statystyki             | Statystyki             | Statystyki             | Statystyki             | Statystyki             | Statystyki             | Statystyki             | Statystyki             | Statystyki             | Statystyki             | Przypisy                           |
| Sezon                     | Rozgrywki                 | Runda                     | Msc.                      | M                      | Pkt                    | Z                      | ZPD                    | ZPK                    | R                      | P                      | PPD                    | PPK                    | BZ                     | BS                     | Przypisy                           |
| ------------------------- | ------------------------- | ------------------------- | ------------------------- | ---------------------- | ---------------------- | ---------------------- | ---------------------- | ---------------------- | ---------------------- | ---------------------- | ---------------------- | ---------------------- | ---------------------- | ---------------------- | ---------------------------------- |
| 2001/2002                 | I liga                    | zasadnicza                | 3.                        | 24                     | 39                     | 11                     | 3                      | 0                      | 0                      | 10                     | 0                      | 0                      | 108                    | 109                    | [ 14 ]                             |
| 2001/2002                 | I liga                    | play-off                  | 3.                        | 3                      | –                      | 0                      | 0                      | 0                      | 0                      | 3                      | 0                      | 0                      | 7                      | 13                     | [ 14 ]                             |
| 2002/2003                 | Puchar Polski             | Turniej finałowy          | RW                        | 2                      | –                      | 0                      | 0                      | 0                      | 0                      | 2                      | 0                      | 0                      | 2                      | 20                     | [ 15 ]                             |
| 2002/2003                 | I liga                    | zasadnicza                | 1.                        | 23                     | 53                     | 16                     | 1                      | 0                      | 1                      | 2                      | 1                      | 0                      | 126                    | 58                     | [ 15 ]                             |
| 2002/2003                 | I liga                    | play-off                  | 1.                        | 7                      | –                      | 6                      | 0                      | 0                      | 0                      | 1                      | 0                      | 0                      | 27                     | 15                     | [ 15 ]                             |
| 2003/2004                 | Puchar Polski             | Turniej finałowy          | 1/4                       | 2                      | –                      | 1                      | 0                      | 0                      | 0                      | 1                      | 0                      | 0                      | 13                     | 11                     | [ 16 ]                             |
| 2003/2004                 | PLH                       | zasadnicza                | 6.                        | 27                     | 30                     | 10                     | 0                      | 0                      | 0                      | 17                     | 0                      | 0                      | 85                     | 119                    | [ 16 ]                             |
| 2003/2004                 | PLH                       | play-off                  | 5.                        | 7                      | –                      | 4                      | 0                      | 1                      | 0                      | 2                      | 0                      | 0                      | 27                     | 23                     | [ 16 ]                             |
| 2006/2007                 | I liga                    | zasadnicza                | 7.                        | 7                      | 35                     | 1                      | 1                      | 0                      | 0                      | 31                     | 2                      | 0                      | 61                     | 253                    | [ 17 ]                             |
| 2006/2007                 | I liga                    | play-off                  | Nie zakwalifikował się    | Nie zakwalifikował się | Nie zakwalifikował się | Nie zakwalifikował się | Nie zakwalifikował się | Nie zakwalifikował się | Nie zakwalifikował się | Nie zakwalifikował się | Nie zakwalifikował się | Nie zakwalifikował się | Nie zakwalifikował się | Nie zakwalifikował się | [ 17 ]                             |
| 2007/2008                 | I liga                    | zasadnicza                | 4.                        | 30                     | 16                     | 1                      | 0                      | 0                      | –                      | 12                     | 1                      | 0                      | 110                    | 90                     | [ 18 ]                             |
| 2007/2008                 | I liga                    | play-off                  | 4.                        | 3                      | –                      | 0                      | 0                      | 0                      | –                      | 3                      | 0                      | 0                      | 2                      | 17                     | [ 18 ]                             |
| 2008/2009                 | I liga                    | zasadnicza                | 6.                        | 36                     | 42                     | 13                     | 0                      | 0                      | –                      | 13                     | 3                      | 0                      | 173                    | 175                    | [ 19 ]                             |
| 2008/2009                 | I liga                    | play-off                  | 4.                        | 4                      | –                      | 0                      | 0                      | 0                      | –                      | 4                      | 0                      | 0                      | 7                      | 26                     | [ 19 ]                             |
| 2009/2010                 | I liga                    | zasadnicza                | 2.                        | 30                     | 52                     | 16                     | 2                      | 0                      | –                      | 12                     | 0                      | 0                      | 181                    | 125                    | [ 20 ]                             |
| 2009/2010                 | I liga                    | play-off                  | 5.                        | 6                      | –                      | 2                      | 0                      | 0                      | –                      | 3                      | 1                      | 0                      | 20                     | 27                     | [ 20 ]                             |
| 2010/2011                 | Puchar Polski             | grupowa                   | 9.                        | 6                      | 3                      | 1                      | 0                      | 0                      | –                      | 5                      | 0                      | 0                      | 14                     | 40                     | [ 21 ]                             |
| 2010/2011                 | Puchar Polski             | pucharowa                 | El. 1/4                   | 2                      | –                      | 0                      | 0                      | 0                      | –                      | 2                      | 0                      | 0                      | 4                      | 17                     | [ 21 ]                             |
| 2010/2011                 | I liga                    | zasadnicza                | 4.                        | 36                     | 70                     | 21                     | 2                      | 1                      | –                      | 11                     | 0                      | 1                      | 231                    | 141                    | [ 22 ]                             |
| 2010/2011                 | I liga                    | play-off                  | 4.                        | 2                      | –                      | 0                      | 0                      | 0                      | –                      | 2                      | 0                      | 0                      | 4                      | 17                     | [ 22 ]                             |
| 2011/2012                 | I liga                    | zasadnicza                | 5.                        | 30                     | 29                     | 8                      | 1                      | 0                      | –                      | 18                     | 2                      | 1                      | 119                    | 155                    | [ 23 ] [ 24 ]                      |
| 2011/2012                 | I liga                    | play-off                  | Nie zakwalifikował się    | Nie zakwalifikował się | Nie zakwalifikował się | Nie zakwalifikował się | Nie zakwalifikował się | Nie zakwalifikował się | Nie zakwalifikował się | Nie zakwalifikował się | Nie zakwalifikował się | Nie zakwalifikował się | Nie zakwalifikował się | Nie zakwalifikował się | [ 23 ] [ 24 ]                      |
| 2012/2013                 | I liga                    | zasadnicza                | 5.                        | 24                     | 33                     | 11                     | 0                      | 0                      | –                      | 13                     | 0                      | 0                      | 66                     | 83                     | [ 25 ] [ 26 ]                      |
| 2012/2013                 | I liga                    | play-off                  | Nie zakwalifikował się    | Nie zakwalifikował się | Nie zakwalifikował się | Nie zakwalifikował się | Nie zakwalifikował się | Nie zakwalifikował się | Nie zakwalifikował się | Nie zakwalifikował się | Nie zakwalifikował się | Nie zakwalifikował się | Nie zakwalifikował się | Nie zakwalifikował się | [ 25 ] [ 26 ]                      |
| 2013/2014                 | I liga                    | zasadnicza                | 3.                        | 40                     | 80                     | 26                     | 0                      | 0                      | –                      | 12                     | 1                      | 1                      | 197                    | 137                    | [ 27 ] [ 28 ] [ 29 ]               |
| 2013/2014                 | I liga                    | play-off                  | 2.                        | 7                      | –                      | 4                      | 0                      | 0                      | –                      | 3                      | 0                      | 0                      | 23                     | 25                     | [ 27 ] [ 28 ] [ 29 ]               |
| 2014/2015                 | PHL                       | zasadnicza                | 5.                        | 48                     | 75                     | 21                     | 0                      | 5                      | –                      | 20                     | 0                      | 2                      | 151                    | 139                    | [ 30 ] [ 31 ] [ 32 ]               |
| 2014/2015                 | PHL                       | play-off                  | 7.                        | 3                      | –                      | 0                      | 0                      | 0                      | –                      | 3                      | 0                      | 0                      | 4                      | 11                     | [ 30 ] [ 31 ] [ 32 ]               |
| 2015/2016                 | PHL                       | zasadnicza                | 5.                        | 42                     | 79                     | 25                     | 0                      | 1                      | –                      | 14                     | 1                      | 1                      | 192                    | 135                    | [ 33 ] [ 34 ] [ 35 ] [ 36 ] [ 37 ] |
| 2015/2016                 | PHL                       | play-off                  | 8.                        | 3                      | –                      | 0                      | 0                      | 0                      | –                      | 3                      | 0                      | 0                      | 7                      | 22                     | [ 33 ] [ 34 ] [ 35 ] [ 36 ] [ 37 ] |
| 2016/2017                 | PHL                       | zasadnicza                | 5.                        | 40                     | 59                     | 16                     | 0                      | 2                      | –                      | 15                     | 4                      | 3                      | 122                    | 110                    | [ 38 ] [ 39 ] [ 40 ]               |
| 2016/2017                 | PHL                       | play-off                  | 5.                        | 5                      | –                      | 1                      | 0                      | 0                      | –                      | 4                      | 0                      | 0                      | 15                     | 22                     | [ 38 ] [ 39 ] [ 40 ]               |
| 2017/2018                 | PHL                       | zasadnicza                | 7.                        | 38                     | 53                     | 13                     | 4                      | 2                      | –                      | 17                     | 1                      | 1                      | 118                    | 107                    | [ 41 ] [ 42 ] [ 43 ]               |
| 2017/2018                 | PHL                       | play-off                  | 7.                        | 7                      | –                      | 2                      | 0                      | 0                      | –                      | 5                      | 0                      | 0                      | 20                     | 33                     | [ 41 ] [ 42 ] [ 43 ]               |
| 2018/2019                 | PHL                       | zasadnicza                | 10.                       | 42                     | 26                     | 5                      | 3                      | 1                      | –                      | 30                     | 3                      | 0                      | 94                     | 210                    | [ 44 ] [ 45 ] [ 46 ]               |
| 2018/2019                 | PHL                       | play-out                  | 10.                       | 6                      | 1                      | 3                      | 0                      | 0                      | –                      | 5                      | 0                      | 0                      | 12                     | 38                     | [ 44 ] [ 45 ] [ 46 ]               |
| Łącznie w I liga          | Łącznie w I liga          | zasadnicza                | zasadnicza                | 280                    | 449                    | 124                    | 10                     | 1                      | 1                      | 134                    | 10                     | 3                      | 1372                   | 1326                   |                                    |
| Łącznie w I liga          | Łącznie w I liga          | play-off                  | play-off                  | 32                     | –                      | 12                     | 0                      | 0                      | 0                      | 19                     | 1                      | 0                      | 90                     | 140                    |                                    |
| Łącznie w PLH/PHL         | Łącznie w PLH/PHL         | zasadnicza                | zasadnicza                | 237                    | 322                    | 90                     | 7                      | 11                     | 0                      | 113                    | 9                      | 7                      | 762                    | 820                    |                                    |
| Łącznie w PLH/PHL         | Łącznie w PLH/PHL         | play-off                  | play-off                  | 25                     | –                      | 7                      | 0                      | 1                      | 0                      | 17                     | 0                      | 0                      | 73                     | 111                    |                                    |
| Łącznie w PLH/PHL         | Łącznie w PLH/PHL         | play-out                  | play-out                  | 6                      | 1                      | 3                      | 0                      | 0                      | 0                      | 5                      | 0                      | 0                      | 12                     | 38                     |                                    |
| Łącznie w Pucharze Polski | Łącznie w Pucharze Polski | Łącznie w Pucharze Polski | Łącznie w Pucharze Polski | 12                     | –                      | 2                      | 0                      | 0                      | 0                      | 10                     | 0                      | 0                      | 33                     | 88                     |                                    |

## Szkoleniowcy
Trenerami Orlika Opole byli: Henryk Wojtynek, Andrzej Knapik, Miroslav Doležalík (dwukrotnie), Krzysztof Pawłowski, Jerzy Pawłowski, Jonas Norman. W dniu 12 sierpnia 2013 roku trenerem Orlika Opole został Jacek Szopiński, który odszedł po sezonie 2015/2016. Dnia 2 czerwca 2016 roku trenerem Orlika Opole został Kanadyjczyk Jason Morgan, który pozostał na stanowisku do dnia 3 listopada 2016 roku. Jego miejsce dnia 9 listopada 2016 roku zajął jego rodak, Doug McKay, który odszedł po sezonie 2016/2017. Dnia 19 maja 2017 roku szkoleniowcem Orlika został ponownie Jacek Szopiński.